# 長壽鏢鱸
長壽鏢鱸為輻鰭魚綱鱸形目鱸亞目河鱸科的其中一種，分布於北美洲密西西比河流域，體長可達7.3公分，棲息在沙底質的溪流中，屬肉食性。

## 外部連結
- 長壽鏢鱸的圖片 （页面存档备份，存于）